# Alessandro, sei grande!
Alessandro, sei grande! è un film del 1940, diretto da Carlo Ludovico Bragaglia.

## Trama
Alessandro dell'Incanto è uno squattrinato affarista napoletano che si occupa di molteplici progetti, tutti in perdita, che nell'ideare nuove attività si complimenta con se stesso esclamando "Alessandro sei grande !". Un giorno gli si presenta un uomo che vanta di essere il delegato del lontano cugino Pasquale, che vive in Brasile e che è milionario, il quale lo ha incaricato, prima di redigere il proprio testamento, di prender contatti con la parentela.

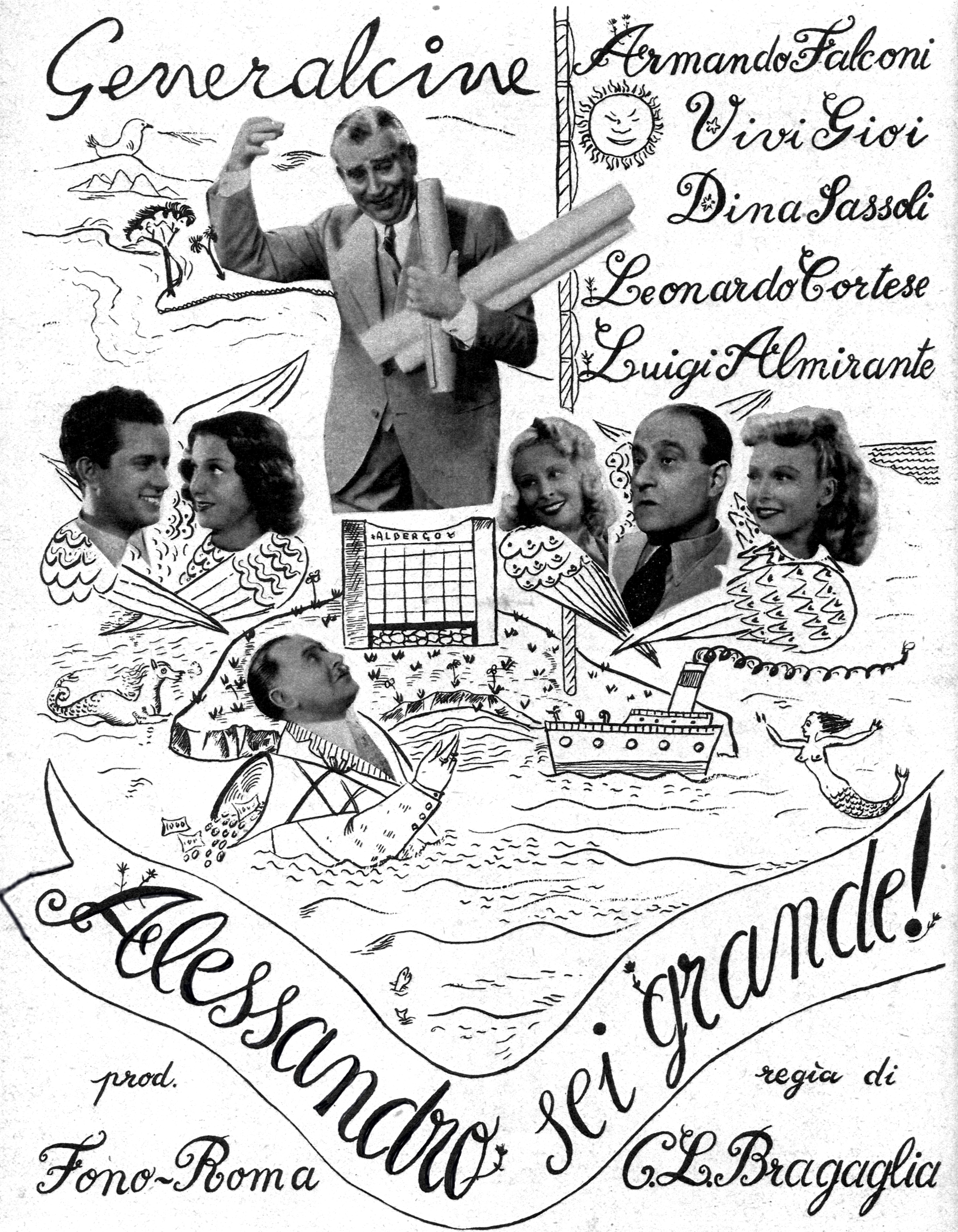
La promozione del film sui periodici del tempo

Alessandro propone a questo individuo di spargere la notizia che Pasquale sia già morto, così da poter ottenere dei crediti per un progetto a cui sta lavorando relativo a delle costruzioni su un'isola . Ma quando la notizia è risaputa spuntano dal nulla improvvisati parenti o sedicenti tali che reclamano la loro parte di eredità, mentre il figlio di Alessandro si dà alla pazza gioia assieme ad una ballerina di cui è l'amante, la quale viene anche lei a batter cassa per farsi finanziare la propria compagnia di rivista.
A quel punto l'intermediario rivela di essere lui il cugino Pasquale che aveva finto di essere un altro per capire come sarebbero stati spesi i suoi soldi. Dopo quello che ha visto e sentito, disgustato, dichiara che tornerà in Brasile e cambierà subito testamento. Ma un imprevisto gli impedisce di partire e, impietosito per i guai in cui Alessandro si è cacciato, deciderà infine di aiutarlo.

## Realizzazione del film
Tratto da una applaudita commedia di Luigi Bonelli, Alessandro sei grande! fu realizzato in circa due mesi di lavorazione, tra il maggio ed il giugno del 1940 nei teatri di posa Pisorno che a quel tempo esistevano a Tirrenia. Durante la sua preparazione il film cambiò più volte titolo: presentato dapprima come L'educanda di Sorrento, diventò poi L'isola dell'incanto, che, nonostante la produzione avesse assicurato essere quello definitivo, fu poi ancora cambiato per assumere infine quello con cui fu distribuito.

Vivi Gioi (a sin.) e Regana De Liguoro, la giovane attrice prematuramente scomparsa

Paolo Stoppa e Armando Falconi

Il film fu prodotto dalla "Fono Roma" (società creata 1937, che poi proseguirà la propria attività nel campo cinematografico fino al 1969) assieme ad altre tre pellicole nello stesso anno 1940. Venne presentato nei titoli di testa come «un film di Carlo Ludovico Bragaglia» (invece della normale  "regia di "), segno che anche un film relativamente modesto segnava la definitiva identificazione di questo regista come autore di un certo tipo di commedie brillanti e di sicuro divertimento per il pubblico.
Tra gli interpreti, oltre al coro di elogi che suscitò l'interpretazione di Armando Falconi, venne particolarmente segnalata dai commentatori la prova di Dina Sassoli. Secondo il Corriere della sera, infatti, «se ad altro non fosse riuscito, il film avrebbe rivelato l'intelligenza ed il sorriso di questa promettente recluta del cinema». Da segnalare anche la presenza di Regana De Liguoro, figlia di Rina, "diva" del cinema muto, la cui carriera cinematografica sulle orme materne fu drammaticamente interrotta da una improvvisa malattia pochi anni dopo.
Nel cast tecnico compaiono come aiuto registi Roberto Savarese, che due anni dopo diventò egli stesso regista, e Maria Teresa Ricci, una delle pochissime che tentò, in un'epoca non facile per le donne dietro la macchina da presa, la carriera registica.

## Accoglienza
Terminato il montaggio ai primi di giugno del 1940, ed ottenuto il visto di censura (n. 31.052 del 16 luglio 1940), il film di Bragaglia venne presentato nelle sale nella stagione estiva di quell'anno - la prima proiezione pubblica è del 13 agosto -   proseguendo poi la circolazione anche nel mese di settembre.

Risultato commerciale. In base ai dati disponibili Alessandro, sei grande! ottenne un incasso di quasi 3 milioni di lire dell'epoca, risultato che, pur senza raggiungere il primato tra i film presentati nel 1940 (Il ponte dei sospiri di Bonnard, sfiorò i 9 milioni), lo situa tra gli introiti cinematografici di medio livello di quell'anno.

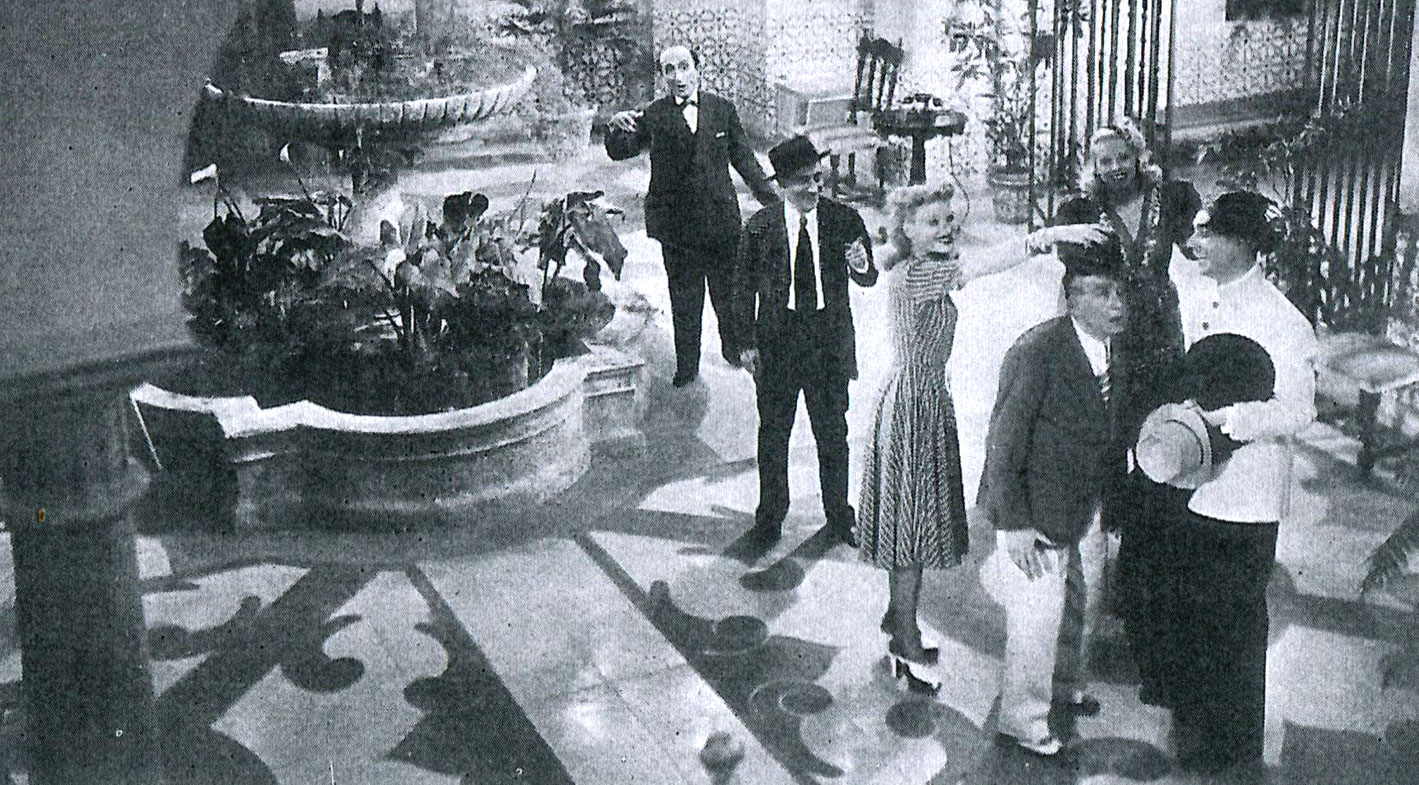
Vivi Gioi al centro di una movimentata scena del film diretto da Bragaglia

Critica. I vari commentatori riconobbero a Bragaglia il merito di aver realizzato un film senza pretese, ma divertente e piacevole. «Si è messa su - scrisse il Corriere della sera - un'altra favoletta imperniata sul nababbo famigliare in un film nato per offrire ad Armando Falconi l'occasione di rifare se stesso nella sua ben nota macchietta di arruffone dal cuore d'oro, disonesto ma non troppo e donnaiolo ma non tanto». Venne presentato come «un film gaio, scorrevole, condotto dal regista con spirito e con affettuosa cura» e qualcuno fece notare «una cosa italianissima: il brio, la spigliatezza ed il profondo senso della comicità di Armando Falcini hanno una ragione assai rispondente alla media del temperamento nostrano».
In un commento "tardivo" rispetto alla prima uscita del film, anche Cinema precisò, in riferimento momento bellico in cui si trovava l'Italia, lo stesso giudizio di opera passatempo: «Lo sappiamo anche noi che è l'ennesima commedia e che in fondo nulla di nuovo si è prodotto in noi dopo la visione del film. Passino anche i guai, passino sullo schermo le ottimistiche soluzioni che almeno per qualche ora ci liberano dai pensieri più gravi: quando ci vengono raccontate così ottengono il loro scopo modesto». Giudizio che, anche in anni più recenti, è rimasto: «Alessandro sei grande! non esce dal novero delle commediole di routine. Bragaglia mette al servizio dell'intrattenimento le sue doti di mestiere facendosi apprezzare per come guida il film»